# Allolabus celebicus
Allolabus celebicus es una especie de coleóptero de la familia Attelabidae.

## Distribución geográfica
Habita en Célebes (Indonesia).